# International Table Tennis Federation
De International Table Tennis Federation (ITTF) is de mondiale tafeltennisbond. Zij is de overkoepelde organisatie van alle nationale bonden, verzorgt de belangrijkste internationale toernooien onder de noemers ITTF Pro Tour en stelt de officiële wereldranglijst voor individuele spelers op. De ITTF werd opgericht in 1926. De tot en met 1953 zelf nog op wereldkampioenschappen uitkomende Engelsman Ivor Montagu werd daarbij de eerste voorzitter, wat hij bleef tot in 1967.
De ITTF heeft kantoren in Lausanne, Ottawa en Peking. Behalve senioren-evenementen zoals de Pro Tour en het WK, verzorgt ze onder meer kampioenschappen voor junioren en kadetten. De Canadees Adham Sharara staat sinds 1999 aan het hoofd van de wereldfederatie. Zijn aanblijven als voorzitter van de ITTF werd in april 2009 met vier jaar verlengd.

## Hall of Fame
De ITTF riep in 1993 de ITTF Hall of Fame in het leven. Sindsdien wordt er elke twee jaar bekeken wie er in aanmerking komt daarin te worden opgenomen. Dit zijn hoofdzakelijk spelers, maar soms wordt er een uitzondering gemaakt voor officials met bijzondere verdiensten. Voorbeelden hiervan zijn eerste ITTF-voorzitter Montagu en de Welshman H.Roy Evans, die van 1951 tot en met 1987 diverse functies bekleedde binnen de wereldbond, waarvan ruim twintig jaar die van voorzitter.

Om in aanmerking te komen voor opname in de ITTF Hall of Fame moet een speler in principe minimaal vijf wereld- en/of Olympische titels achter zijn of haar naam hebben. Een uitzondering hierop vormt de Amerikaan James McClure, die 'maar' drie keer een wereldkampioenschap won, maar daarnaast de Hall of Fame mede oprichtte.
De volgende spelers werden (in de daarbij vermelde jaren) opgenomen in de Hall of Fame:
| - 1993: Viktor Barna László Bellak Richard Bergmann István Kelen Marie Kettnerová James McClure Zoltán Mechlovits Mária Mednyánszky Anna Sipos Toshio Tanaka Bohumil Váňa Vera Votrubcová - 1995: Ivan Andreadis Gizella Farkas Ivor Montagu (official, 1904-1984) Angelica Rozeanu Ferenc Sidó Ladislav Štípek František Tokár Ella Constantinescu-Zeller - 1997: Fujie Eguchi H.Roy Evans (official, 1909-1998) Johnny Leach Kimiyo Matsuzaki Ichiro Ogimura Miklós Szabados A.K. 'Bill' Vint (official, 1908-1993) | - 1999: Li Furong Lin Huiqing Zhuang Zedong - 2001: Cao Yanhua Guo Yuehua Nobuhiko Hasegawa Jiang Jialiang Liang Geliang Zhang Xielin - 2003: Peter Karlsson Deng Yaping Ge Xinai Liu Wei Jörgen Persson Jan-Ove Waldner Wang Nan Wang Tao - 2005: Li Ju Liu Guoliang Qiao Hong Wang Liqin Zhang Yining | - 2010: Trude Pritzi Hyun Jung Hwa Ito-Yamaizumi Chen Qi Cai Zhenhua Guo Yue Xu Yinsheng Kong Linghui Ma Lin Zhang Deying Wang Hao - 2013: Li Xiaoxia Zhang Jike Ma Long - 2016: Ding Ning Xu Xin Liu Shiwen |

## ITTF Merit Award
De ITTF Merit Award wordt toegekend aan diegenen die zich hebben onderscheiden in hun diensten voor het tafeltennis. Voordrachten ingediend door de aangesloten nationale bonden worden door een panel beoordeeld en voorgelegd aan het Executive Committe van de ITTF. Als de voordracht wordt toegekend wordt bij een geschikte gelegenheid een medaille uitgereikt aan de betrokkene. Nederlanders die deze hoge onderscheiding hebben gekregen zijn Bas den Breejen (1992), Henk van Dilst (1993) en Cor du Buy. Laatstgenoemde ontving de onderscheiding op 90-jarige leeftijd uit handen van ITTF-president Adham Sharara tijdens de opening van het WK-tafeltennis 2011 in mei van dat jaar in de Rotterdamse Ahoy. Voor de Nederlandse Antillen ontving Franklin Mathilda de onderscheiding in 1999.